# Portrait d'une dame (van der Weyden)
Pour les articles homonymes, voir Portrait d'une dame.
Portrait d'une dame ou Portrait d'une femme est une peinture à l'huile sur bois de chêne réalisée vers 1460 par le peintre flamand Rogier van der Weyden. Il est exposé au National Gallery of Art de Washington DC.